# مه‌بانو
مه بانو فیلمی به کارگردانی مجید بهشتی و نویسندگی حسن دولت آبادی محصول سال ۱۳۸۰ است.

## بازیگران
- مصطفی عبداللهی
- فیروز بهجت محمدی
- فخری خوروش
- شیوا بلوریان
- هرمز سیرتی
- داریوش علی نژاد
- محمود جعفری
- مرتضی ضرابی
- کامران فیوضات
- آزیتا لاچینی